# Буд
Буд (фр. Boudes) насеље је и општина у централној Француској у региону Оверња, у департману Пиј де Дом која припада префектури Исоар.
По подацима из 2011. године у општини је живело 271 становника, а густина насељености је износила 34,22 становника/km². Општина се простире на површини од 7,92 km². Налази се на средњој надморској висини од 450 метара (максималној 726 m, а минималној 437 m).

## Демографија
| 1962. | 1968. | 1975. | 1982. | 1990. | 1999. | 2011. |
| ----- | ----- | ----- | ----- | ----- | ----- | ----- |
| 247   | 256   | 253   | 252   | 243   | 252   | 271   |

График промене броја становника у току последњих година